# Février 1993
Le mois de février 1993 est un mois parfait.

## Événements
- 1er février : le juge Jean-Pierre révèle l'existence d'un prêt sans intérêt consenti au premier ministre Pierre Bérégovoy par le financier Roger-Patrice Pelat.
- 5 février : la Haute Cour de justice prescrit les faits invoqués contre l'ancien premier ministre Laurent Fabius et ses ministres dans l'affaire du sang contaminé.

- 11 février : nomination de la première femme (Janet Reno) au poste d'Attorney General, par le président Bill Clinton.

- 12 février : l'affaire James Bulger.

- 13 février : le ministre du travail Martine Aubry lance un débat sur le partage du temps de travail.
- 17 février : Michel Rocard propose un « Big Bang » politique.

- 22 février : diffusion de l'épisode pilote de la série Babylon 5.

- 26 février : l'attentat du World Trade Center à New York.

## Naissances
- 10 février : Mia Khalifa, actrice pornographique libano-américaine
- 12 février : Jennifer Stone, actrice américaine
- 15 février : Leomie Anderson, mannequin britannique
- 16 février : Yukika Teramoto chanteuse et actrice japonaise.
- 19 février : Victoria Justice, actrice américaine
- 22 février : Joanna Palani, combattante dans les rangs des unités de protection de la femme (YPG) et des Peshmergas, surnommée la tueuse de djihadiste.
- 28 février : Emmelie de Forest, chanteuse danoise, gagnante du Concours Eurovision de la chanson 2013

## Décès
- 3 février : Éliane de Meuse, peintre belge (° 9 août 1899).
- 6 février : Arthur Ashe, joueur de tennis américain  (° 10 juillet 1943).
- 11 février : Joy Garrett, actrice et chanteuse américaine (° 2 mars 1945) .
- 13 février : Araksi Babayan, chimiste arménienne (° 5 mai 1906).
- 14 février :
  - Elek Bacsik, guitariste et violoniste de jazz hongrois (° 22 mai 1926).
  - Heinrich Bauer, archéologue allemand (° 17 septembre 1935.
- 15 février : George Wallington, pianiste de jazz américain (° 27 octobre 1924).
- 18 février : Patrick Roy, animateur radio, animateur de télévision français (°17 avril 1952).
- 20 février : Ferrucio Lamborghini, constructeur automobile (° 28 avril 1916).
- 21 février : Jean Lecanuet, homme politique français (° 4 mars 1920).
- 24 février :
  - Bobby Moore, footballeur anglais (° 12 avril 1941).
  - Hernando Viñes, peintre espagnol (° 20 mai 1904).
- 25 février : Eddie Constantine, chanteur et acteur français d'origine américaine (° 29 octobre 1917).
- 27 février : Lillian Gish, actrice américaine (° 14 octobre 1893).
- 28 février : Ruby Keeler, chanteuse et actrice canadienne (° 25 août 1909).